# New Amerykah Part One (4th World War)
Albums de Erykah Badu
Worldwide Underground
(2003) New Amerykah Part Two (Return of the Ankh)
(2010)
Singles
1. Honey
Sortie : 18 décembre 2007
2. Soldier
Sortie : 8 février 2008
3. The Healer
Sortie : 11 avril 2008

New Amerykah Part One (4th World War) est le quatrième album studio d'Erykah Badu, sorti le 26 février 2008, sur le label Universal Motown.
New Amerykah Part One (4th World War) fait suite à Worldwide Underground sorti en 2003 et à sa pause musicale. Il s'agit d'un album-concept ésotérique qui parle du monde social et de sujets importants comme la pauvreté, la violence urbaine, la complaisance et l'identité culturelle. Le style de l'album est varié, avec entre autres du funk, de la soul et du hip-hop.
L'album s'est classé 2e au Billboard 200, au Top R&B/Hip-Hop Albums et au Top Internet Albums, vendant 123 884 copies pendant sa première semaine. Lors de sa sortie, New Amerykah Part One a été acclamé par la critique musicale, Metacritic lui attribuant la note de 83 sur 100. L'album a été nommé le « meilleur album de l'année 2008 » par l'Associated Press.

## Conception de l'album
Erykah Badu entreprend sa tournée Frustrated Artist Tour en 2003 avec un manque d'inspiration et des problèmes liés à son succès grand public. Non satisfaite de son album précédent, Worldwide Underground, Badu sent qu'elle n'a rien de substantiel à exprimer avec sa musique à l'époque. En proie à un blocage créatif et au doute de soi, elle prend congé de sa carrière de chanteuse et s'occupe de sa vie familiale, tout en continuant à faire des concerts.
En 2004, Badu donne naissance à une fille, Puma Rose, avec son ancien petit ami, le rappeur The D.O.C.. Plus tard dans l'année, elle reçoit son premier ordinateur comme cadeau de Noël, de la part du batteur et producteur Ahmir « Questlove » Thompson. Elle commence à communiquer et à recevoir des compositions de ce dernier ainsi que d'autres producteurs tels que Q-Tip et J Dilla. À compter de 2005, Badu travaille à son domicile de Dallas et utilise le logiciel GarageBand comme une station de travail audio numérique – c'est son fils Seven qui lui a appris à s'en servir. À l'aide de GarageBand, elle enregistre des démos de sa voix en chantant dans le micro de l'ordinateur.

### Écriture et développement
Erykah compose plus de 75 chansons dans l'année, destinées à son projet d'album New Amerykah, déclarant : « Je pouvais être là, chez moi, avec mes écouteurs sur les oreilles, et les enfants qui faisaient ce qu'ils voulaient, et je faisais cuire le dîner, je faisais des jus, et c'est tellement facile de chanter. Tu as une idée – Boom ! Idée, boom ». Elle communique également, via iChat, avec ses amis les producteurs Questlove, Madlib, 9th Wonder et J Dilla, avant d'aller en studio et d'envoyer ses pistes audio.
Lors d'une interview donnée à Billboard, Badu parle de ses motivations artistiques, déclarant : « En faisant un projet de ce genre, je prends la responsabilité de parler pour ma race et ma planète ». Dans une interview pour le New York Post, elle explique que l'album parle de « la guerre contre soi-même [...], contre notre nous intérieur », et déclare à propos de sa pause musicale : « J'ai toujours pris mon temps entre les albums, je suis une artiste de la scène – l'enregistrement est secondaire pour moi. Mes performances sont ce qui me poussent. C'est comme ma thérapie. J'aime beaucoup écrire pendant que je suis sur la route avant même que je pense à l'enregistrement studio ». Elle commente également son manque d'inspiration avec le recul, en disant : « Au cours de ma carrière, j'ai pensé que je souffrais du blocage de l'écrivain. Mais ensuite, j'ai réalisé que je veux seulement enregistrer un album quand j'ai quelque chose de pertinent à dire. »

### Enregistrement
Pour New Amerykah Part One, Badu a collaboré principalement avec Questlove, Madlib, 9th Wonder, Karriem Riggins, James Poyser, l'ingénieur du son Mike « Chav » Chavarria et les membres du groupe musical Sa-Ra, qui ont fait la production et les contributions lyriques de la plupart des chansons.
Elle a commencé l'enregistrement initial de l'album au Luminous Sound Recording à Dallas, où elle a été assistée par Chavarria. Une partie de l'enregistrement initial de l'album et de la programmation ont également eu lieu au Sa-Ra's Cosmic Dust Studio. Badu a, par la suite, organisé des séances d'enregistrement aux Electric Lady Studios de New York où l'album a été achevé.

## Liste des titres
| No  | Titre | Auteur                                                                           | Contient un (des) sample(s) de                  | Durée |
| --- | --- | -------------------------------------------------------------------------------- | ----------------------------------------------- | ----- |
| 1.  | Amerykahn Promise (Produit par Roy Ayers, Erykah Badu, Mike « Chav » Chavarria, Edwin Birdsong et William Allen) | William Allen, Roy Ayers, Edwin Birdsong                                         |                                                 | 4:16  |
| 2.  | The Healer (Produit par Madlib)                                                                                  | Daniel Bangalter, Otis Jackson Jr., Malcolm McLaren, Erica Wright                | Kono Samuraï des Yamasuki Singers               | 3:59  |
| 3.  | Me (Produit par Erykah Badu et Shafiq Husayn)                                                                    | Shafiq Husayn, Wright                                                            |                                                 | 5:36  |
| 4.  | My People (Produit par Madlib)                                                                                   | Leonard Caston, Jackson, Anita Poree, Wright                                     |                                                 | 3:25  |
| 5.  | Soldier (Produit par Erykah Badu et Karriem Riggins)                                                             | Tom Barlage, Willem Ennes, Karriem Riggins, Hans Waterman, Guus Willemse, Wright | Theme de Solution Upon This Rock de Joe Farrell | 5:04  |
| 6.  | The Cell (Produit par Erykah Badu et Shafiq Husayn)                                                              | Husayn, Wright                                                                   |                                                 | 4:21  |
| 7.  | Twinkle (Produit par Erykah Badu, Mike « Chav » Chavarria, Shafiq Husayn et Taz Arnold)                          | Taz Arnold, Om'mas Keith, Husayn, Wright                                         |                                                 | 6:57  |
| 8.  | Master Teacher (Produit par Georgia Anne Muldrow et Shafiq Husayn)                                               | Husayn, Curtis Mayfield, Georgia Anne Muldrow                                    | Freddie's Dead de Curtis Mayfield               | 6:48  |
| 9.  | That Hump (Produit par Erykah Badu, Om'mas Keith et Shafiq Husayn)                                               | Keith, Wright                                                                    |                                                 | 5:25  |
| 10. | Telephone (Produit par Erykah Badu, James Poyser et Ahmir « Questlove » Thompson)                                | James Poyser, Ahmir Khalib Thompson, Wright                                      | King of the Beats de Mantronix                  | 7:48  |
| 11. | Honey (Produit par 9th Wonder)                                                                                   | Fritz Baskett, Patrick Douthit, Clarence McDonald, David Shields, Wright         | I'm in Love de Nancy Wilson                     | 5:21  |

| 12. | Real Thang (Produit par Madlib) | Jackson, Wright | Nobody but You Babe de Clarence Reid | 3:52 |